# Виза саккона
Виза саккона (тал. Визә сәкконә) — талышская народная игра.

## Правила игры
В игре используется очень распространённый в природе Талышистана грецкий орех. В игре могут принимать участие от 4-х человек и более. Каждый из участников берёт один или два грецких ореха и ставит их вертикально на ровной поверхности в ряд. Далее участники отходят на расстояние до 5-8 метров и начинают по очереди бросать свою «сәккә» (главный орех для выбивания других) в ряд из орехов. Каждый участник может пометить свой «сәккә», чтобы не спутать с другими. Цель игры —  выбить как можно больше орехов из ряда. Выбитые орехи участник забирает себе. Пока в ряду остаются орехи, игра продолжается.
Очень важным условием считается расстояние от брошенного «сәккә» до орехов в ряду. Сперва издалека «сәккә» бросают в ряд орехов, и, если выбивают орехи, то забирают их, если же нет, то «сәккә» остаётся лежать там, куда упала. Другие участники продолжают игру и пытаются выбить остальные орехи в ряду. В конце, тот, кто был ближе всего к ряду орехов, становится их владельцем.
Также бывает, что невозможно выбить все орехи в ряду и, соответственно, забрать их. И тогда, к оставшимся орехам добавляют по 1-2 ореха, и игра начинается сначала. Если же все орехи выиграны, то каждый участник снова добавляет по 1-2 ореха в ряд, и игра продолжается. Проигравший все свои орехи выходит из игры или же покупает у друзей орехи и снова начинает игру.